# Soldat
Soldat es un juego multijugador 2D para Microsoft Windows, creado por Michal Marcinkowski y lanzado en 2002. Se asemeja a los juegos Liero y Worms, combinado con elementos de Counter-Strike y Quake. Es freeware, pero requiere de un registro pago para y obtener opciones extras.

## Historia
Soldat es escrito y mantenido por el programador polaco Michal Marcinkowski, el cual empezó trabajando en el juego desde noviembre de 2001. El juego está programado en Delphi, usando librerías JEDI. Aunque Marcinkowski es el desarrollador, un pequeño equipo beta ayuda a probar las nuevas modificaciones antes de las publicaciones.

## Modo de juego
En Soldat, el jugador controla un pequeño soldado, cuyos color de pelo, piel y ropa pueden ser cambiados. El juego se juega normalmente en internet o LAN, pero es posible jugar desconectado contra el computador. Hay una variedad de modos de juego posibles para elegir, incluyendo "todos contra todos" (pelea a muerte, pelea rambo, pelea de puntos) como por equipos (atrapa la bandera, infiltración, pelea de equipos, mantiene la bandera). En algunos modos, el objetivo principal es mantener o defender la bandera. En otros es simplemente obtener la mayor cantidad de puntos al matar a otro soldado. Atrapar la bandera y pelea a muerte son los modos más populares.
Los tipos de juego son:
- Captura la bandera - (Capture the flag)
- Mantener la bandera - (Hold the flag)
- Pelea a muerte - (Deathmatch)
- Pelea en equipos - (Teammatch)
- Pelea por puntos - (Pointmatch)
- Infiltración - (Infiltration)
- Pelea Rambo - (Rambo match)

Los modos de juego son:
- Modo realista - (Realistic mode)
- Modo supervivencia - (Survival mode)
- Modo de Avance - (Advance mode)

Para todos los modos de juego un objetivo principal es eliminar otros jugadores. Antes de revivir, al jugador se le presenta un gran arsenal de armas para escoger. Unas pocas granadas vienen incorporadas por defecto y se pueden capturar más desde cajas encontradas en el suelo durante el juego. Las botas de propulsión se usan para moverse alrededor del mapa de juego volando, que típicamente consiste en 2 o 3 niveles de pisos. Algunos servidores activan "superpoderes", que garantizan hacer más daño (Berserker) (modo lunático), invisibilidad (Predator) (depredador), u otros conjuntos como lanzallamas con invencibilidad por un período (Flame God), granadas racimo (Cluster grenade) y chaleco antibalas (Bullet-proof vest). Los botiquines están disponibles en varias partes para restañar heridas. Si el jugador muere, revive y puede escoger otra arma. Este ciclo se repite por la duración del mapa. Salvo si el modo sobreviviente está activado, el sistema de reencarnación es similar al que usa Counter-Strike.
Muchas partidas son rápidas y caóticas. Muchos soldados pueden explotar en un espectáculo de sangre y partes del cuerpo, a veces siendo herido a través del mapa. A través de las normas de realidad, el juego emplea conceptos realistas tales como la gravedad y la velocidad de los personajes. El daño al caer de alturas grandes también cuenta si se activa el modo realista (Realistic mode).
Otro tipo de juego es el modo supervivencia (Survival mode) en el que los jugadores deben matarse los unos a los otros hasta que al menos un equipo entero esté muerto, entonces vuelve a repetirse la secuencia. El modo supervivencia generalmente se juega con modo realista activado al mismo tiempo y con el objetivo de capturar la bandera.

### Armas
Existen diez armas principales, y cuatro secundarias para escoger. Se puede mantener dos todo el tiempo deseado. Las armas deben ser recargadas, pero su automunición es ilimitada.
Todas las armas son basadas en modelos reales:
| Armas primarias - Desert Eagle - HK MP5 - AK-74 - Steyr AUG - Spas-12 |  |  |  | - Ruger M77 - M79 - Barret M82A1 - M249 Para - XM214 Minigun |  |  | Armas secundarias - USSOCOM - Cuchillo de combate - Motosierra - M72 LAW |

Armas especiales
- Arco Rambo
- Lanzallamas
- Arco explosivo
- Arma estacionaria

A diferencia de otros juegos, Soldat equilibra el poderío de todas las armas, por lo tanto no existe una mejor que la otra. Todas tienen características diferentes que las hacen especiales. Se han intentado muchos trucos para alterar esta lógica, pero la comunidad de Soldat se ha mostrado en general en desacuerdo. Antes, el fusil de francotirador Barret M82A1 tenía una potencia tal que los jugadores mataban con un solo tiro. Versiones recientes han incluido medidas para no facilitar el uso del Barret, incluyendo la mira y han incrementado el poderío del resto de armas, incluyendo menos puntería mientras uno se mueve o es herido y un retraso en el disparo. También se ha criticado a la XM214 Minigun, por hacer lenta la "tasa de refresco" y su habilidad para disparar, así como por la posibilidad de que alguna de sus balas le alcance a alguien sin quererlo. En la última versión también se le bajó el poder del cuchillo que aunque no tenía mucho alcance tenía una gran ventaja sobre otras armas secundarias, se le colocó que ahora hay que mantener presionada la tecla para lanzarlo y cuanto más la tengas presionada se lanzara más fuerte, claro que con un límite.
En las últimas versiones se dio la posibilidad de poder editar estas armas.

### Mapas
Los mapas en Soldat son pequeñas arenas en 2D, catalogadas de un modo de juego favorable. En la pelea a muerte, los mapas son compartidos con pelea de puntos, pelea rambo y modos de equipos, mientras que atrapando la bandera e infiltración poseen sus propios mapas.
Todo mapa consta de varios polígonos texturizados, cuidadosamente posicionados en relación uno a otro. A diferencia del Liero, el paisaje no es editable, pero puede ser interactuado con otras vías. El escenario contiene muchos recovecos, para que el jugador pueda esconderse y, sin ser visto, tener la capacidad de asesinar otros jugadores. Esta acción, tanto para los jugadores tanto angloparlantes como para los de habla castellana, se le conoce como camping (de acampar), y a los que usan este tipo de juego como campers. Los polígonos pueden crearse para ser dañinos (por ejemplo poniendo lava o espinas, o que haga daño mientras se camina sobre él). Los efectos meteorológicos, tales como nieve o lluvia, se usan en muchos mapas. Algunos servidores activan una funcionalidad que hace que parte del fuego emanado por armas estacionarias (sin posibilidad de moverse) sean "sentidas" por el jugador que las use.
Ya que los mapas constan de polígonos, los jugadores accidentalmente pueden resbalarse entre los vértices y se pueden atascar entre la tierra. Este fenómeno, reconocido como un problema no resuelto en el software, aparece más frecuentemente en mapas elaborados de manera pobre. La existencia de estos problemas no es intencionada, pero puede ser usada por algunos jugadores para obtener una ventaja desleal.

### Taunts
Los taunts son mensajes rápidos, estos pueden editarse y/ó añadirse en el archivo taunts.txt el cual se encuentra en la carpeta principal de donde se instaló soldat, estos mensajes se ejecutan con teclas rápidas definidas por el usuario a la hora de editarse el archivo .txt, (alt+a, alt+b, alt+1, alt+2 etc.). Para editar el archivo taunt.txt lo más aconsejable es usar un programa especializado para esto, como por ejemplo el TauntEdit v2.

## Comunidad
Hay alrededor de 300 servidores permanentemente en línea. El número de jugadores no ha sido contado pero los foros oficiales de Soldat tienen aproximadamente 6.500 usuarios registrados. El editor de mapas también está disponible. Muchos jugadores han desarrollado y distribuido sus programas para el uso con Soldat. Se trata de editores de armas y programas de estadísticas, entre otros.